# Carl Pantin
Carl Frederick Abel Pantin (30 mars 1899 - 14 janvier 1967) est un zoologiste britannique. 

## Biographie
Carl Pantin naît le 30 mars 1899 à Blackheath, Londres, second enfant d'Herbert Pantin, manufacturier, et de son épouse, Emilie Juanita Abel. Il fait ses études à la Tonbridge School, dans le Kent, et au Christ's College de Cambridge.
En 1937, il remporte la Trail Medal de la Linnean Society , est élu membre de la Royal Society en 1937 remporte l'une de ses médailles royales en 1950. Pantin est président de la Linnean Society de 1958 à 1961 et remporte la médaille linnéenne, avec Richard Eric Holttum, en 1964. Il est professeur titulaire de la chaire de zoologie de l'université de Cambridge de 1959 à 1966 et président de la Marine Biological Association de 1960 à 1966.
Pantin est marié à Amy Moir Philip Smith, la sœur de la botaniste Edith Philip Smith (en).
Soulignant les qualités fortuites pour l'émergence de la vie de substances telles que le carbone et l'eau, Pantin postule en 1965 l'existence d'univers multiples, parmi lesquels le nôtre a été sélectionné sur un principe « analogue au principe de sélection naturelle », une anticipation précoce du principe anthropique.
Il prend sa retraite en 1966 et meurt des suites d'une leucémie dans une maison de santé de Cambridge, le 14 janvier 1967.